# Giuseppe Miraglia (nave)
Il Giuseppe Miraglia, ordinato inizialmente come postale per le Ferrovie dello Stato con il nome di Città di Messina, dopo il varo, avvenuto il 20 dicembre 1923, fu incorporato nella Regia Marina in qualità di nave appoggio idrovolanti per fornire supporto logistico alla componente aerea in dotazione alle navi da battaglia e agli incrociatori. 
Suo compito precipuo era quello di nave officina per l'assistenza e riparazione degli aerei e, nel contempo, quello di appoggio per trasportarli alle squadre navali o di recupero lontano dalle zone di battaglia.
In precedenza nella Regia Marina lo stesso ruolo era stato svolto in maniera molto limitata dall'incrociatore protetto Elba, adattato a nave appoggio, e soprattutto dalla Europa.

## Storia
I lavori di trasformazione iniziarono il 24 gennaio 1925 presso il Regio arsenale della Spezia e, mentre era in fase di allestimento, varie cause, tra cui le abbondanti piogge e la sfavorevole distribuzione dei pesi a bordo, contribuirono a causarne l'inclinazione e la successiva sommersione. L'incidente mostrò chiaramente le lacune delle fasi progettuali relative alla stabilità della nave. I lavori di recupero avvennero sotto la direzione del generale del Genio navale Umberto Pugliese e la portaidrovolanti entrò in servizio il 1º novembre 1927, ricevendo la bandiera di combattimento il 23 giugno 1929. Madrina della cerimonia fu la contessa Elena Miraglia Mazzarini, madre dell'aviatore della Regia Marina Giuseppe Miraglia, caduto il 21 dicembre 1915, del quale la nave portava il nome, e al quale il poeta Gabriele D'Annunzio, suo amico, aveva dedicato ben sessanta pagine del suo poema Notturno.

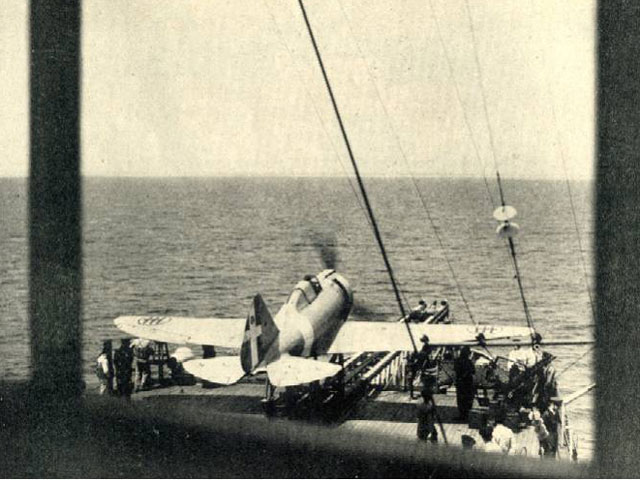
Il Re.2000 Catapultabile (MM.8281) sulla catapulta del Giuseppe Miraglia pronto per il decollo, maggio 1942

La nave era dotata di due aviorimesse, una a poppa che poteva contenere sei idrovolanti Macchi M.18AR con le ali ripiegate, e una a prora che poteva ospitare cinque velivoli dello stesso tipo. Contando anche quelli sul ponte di coperta (che si trovava a 23 m sul livello del mare), la nave poteva trasportare, a seconda dei modelli, circa venti aerei, per il cui lancio erano state installate due catapulte del tipo Gagnotto. La nave era anche in grado di posare in mare e recuperare gli idrovolanti. Per la messa a mare dei velivoli vi erano installati, in corrispondenza della mezzeria, due grandi portelloni laterali apribili e, sotto il cielo dell'aviorimessa, una rotaia, lungo la quale scorreva una gru a bandiera che si prolungava per nove metri fuoribordo, mentre per il recupero degli idrovolanti quando la nave era in navigazione veniva utilizzato un telone, che sarebbe stato rimosso nel 1937 in seguito all'entrata in servizio degli idrovolanti IMAM Ro.43. 
Dal 1931 portava anche gli idrovolanti CANT 25.
La nave venne usata anche per il trasporto di personale e per quello di materiali.
Dopo essere stata utilizzata durante il conflitto italo-etiope per il trasporto velivoli per l'Africa Orientale, venne successivamente impiegata durante la guerra civile spagnola.
Durante il secondo conflitto mondiale dopo essere uscita illesa dalla notte di Taranto venne dispiegata nel Mediterraneo.
In seguito alle vicende armistiziali si consegnò agli alleati salpando da Venezia per approdare con il resto della flotta a Malta, che raggiunse con la corazzata Giulio Cesare sotto la scorta di un idrovolante antisommergibile CANT Z.506 e dove venne impiegata come base appoggio per i sommergibilisti italiani.
Al termine del conflitto venne utilizzata per il rimpatrio dei prigionieri italiani dall'Egitto e dall'Algeria e di civili dalla Libia e dal Dodecaneso; successivamente venne ormeggiata a Taranto, dove venne utilizzata in un primo momento come nave caserma per gli equipaggi delle motosiluranti e poi come nave officina, prima di essere disarmata e definitivamente radiata dal registro del naviglio militare dello Stato, il 15 luglio 1950.

## Galleria d'immagini

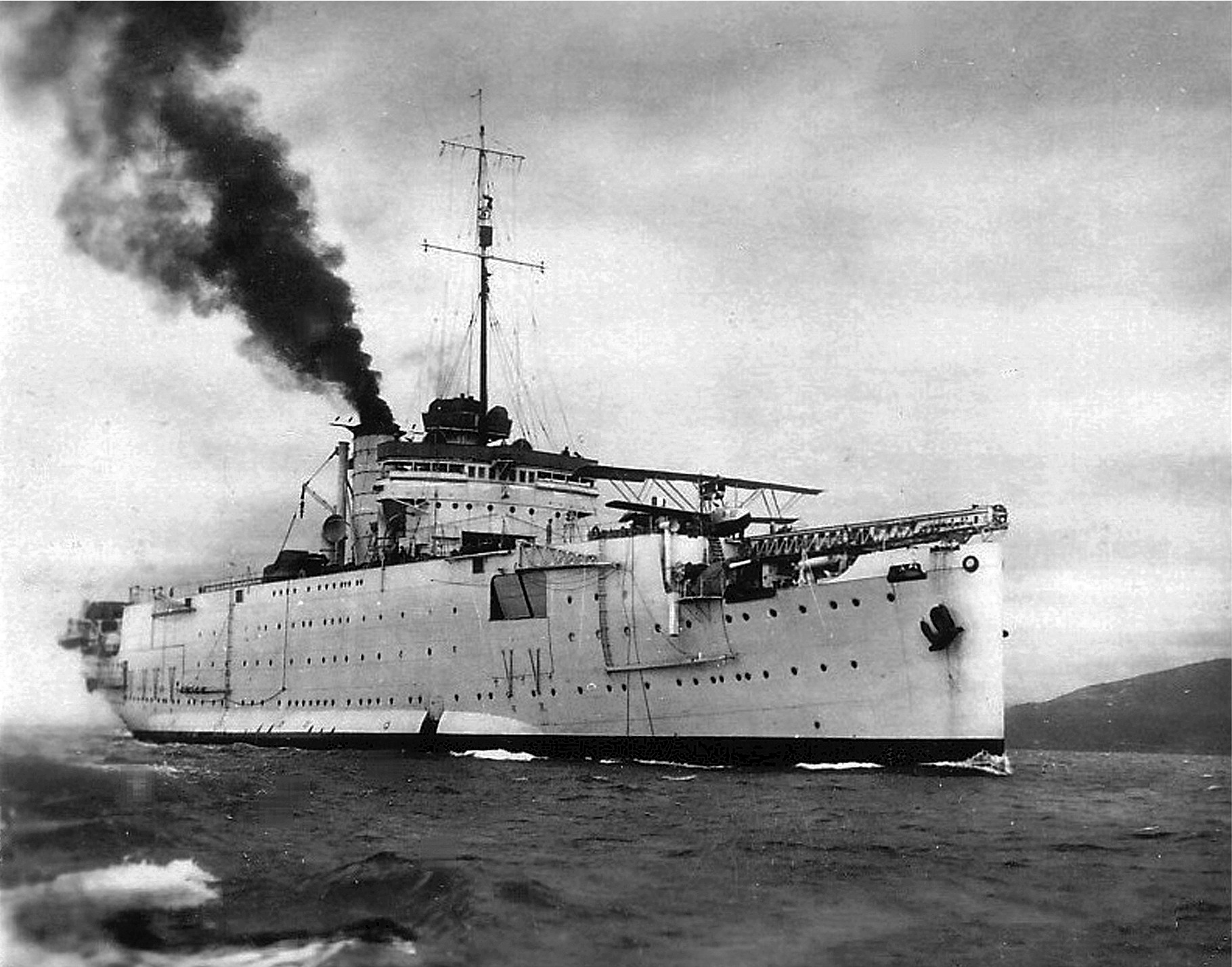
La nave appoggio idrovolanti Giuseppe Miraglia in navigazione nel 1936
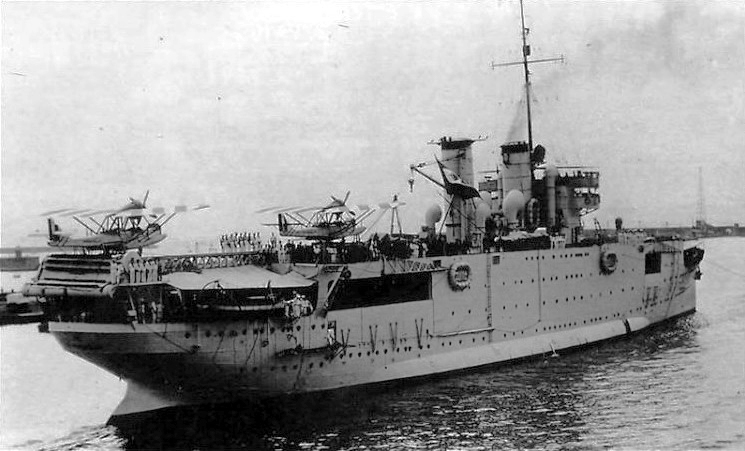
Nave appoggio idrovolanti Giuseppe Miraglia con i velivoli in coperta